# Classificação Internacional Normalizada Industrial
A Classificação Internacional Normalizada Industrial de Todas as Atividades Económicas (CINI) (em inglês:  International Standard Industrial Classification of All Economic Activities ou ISIC) é um sistema da ONU para classificar dados económicos. A Divisão de Estatística da ONU descreve-o nos seguintes termos:
Tem sido feito um amplo uso da CINI, tanto a nível nacional como internacional, ao classificar dados de acordo com o tipo de atividade económica nas áreas de produção, emprego, PIB e outras áreas estatísticas. A CINI é uma ferramenta básica para o estudo de fenómenos económicos, promovendo a comparação internacional de dados, fornecendo orientação para o desenvolvimento de classificações nacionais e para promover o desenvolvimento de sistemas estatísticos nacionais de som.